# Ernest Lafond
Pour les articles homonymes, voir Lafond.
Ernest Lafond (Paris, 29 janvier 1807 - Cannes, 30 décembre 1881) est un homme de lettres, historien de la littérature et traducteur français.

## Biographie
Frère d'Antoine-Narcisse Lafond, il se consacre aux lettres.
On lui doit plusieurs poèmes et traductions.

## Publications
- Étude sur la vie et les œuvres de Lope de Vega (1857)
- Considérations sur l'opportunité de la kélotomie dans la hernie ombilicale étranglée (1869)
- Notre-Dame des poètes : Choix de poésies lyriques composées en l'honneur de la Vierge Marie / traduites en vers ; suivies d'extraits de drames et de poèmes consacrés également à la Vierge, et de diverses notices biographiques (1879)
- Les Dernières pages : Sonnets, poemes, legendes, proverbes (1881)
- Sonnets aux étoiles

## Traductions
- Poèmes et sonnets de William Shakespere ; trad. en vers avec le texte anglais au bas des pages précédés d'une notice et suivis de notes (1856)
- Théâtre 1 ; précédé d'une notice sur la vie et les œuvres de Ben Jonson (1863)
- Théâtre 2 ; précédé d'une notice sur la vie et les œuvres de Ben Jonson (1863)
- Massinger : précédé d'une notice sur la vie et les œuvres de Philip Massinger (1864)
- John Webster et John Ford ; précédés de notices sur la vie et les ouvrages de ces deux auteurs (1865)
- Contemporains de Shakspeare. Beaumont et Fletcher ; avec une notice sur la vie de ces deux poètes (1865)

### Sources
- Otto Henri Lorenz, Daniel Jordell, Henri Stein, Catalogue général de la librairie française, Volume 3, 1869
- Jean-Claude Polet, Patrimoine littéraire européen, 2000
- Polybiblion: revue bibliographique universelle, 1882